# Ferry Fukuoka
Le Ferry Fukuoka (フェリーふくおか, Ferī Fukuoka) est un ferry de la compagnie japonaise Meimon Taiyō Ferry. Construit entre 2021 et 2022 aux chantiers Mitsubishi Heavy Industries de Shimonoseki, il navigue depuis mars 2022 sur les liaisons reliant Ōsaka à Kitakyūshū, au nord-est de l'île de Kyūshū.

## Histoire

### Origines et construction
En 2015, la compagnie Meimon Taiyō Ferry aligne entre Ōsaka et Kyūshū les deux imposants car-ferries Ferry Osaka II et Ferry Kitakyushu II. Présentant des caractéristiques inédites au sein de la flotte de par leurs dimensions, leur arrivée permet à l'armateur de s'élever au niveau de ses principaux concurrents, notamment la compagnie Hankyu Ferry. Alors que la décennie 2010 arrive à son terme, la direction de Meimon Taiyō Ferry envisage la poursuite du renouvellement de sa flotte avec comme objectif premier le remplacement à court terme des jumeaux Ferry Kyoto II et Ferry Fukuoka II, en service depuis 2002. En plus de moderniser la flotte, la commande d'une nouvelle paire de navires est l'occasion pour la compagnie de se doter de deux unités de grandes dimensions supplémentaires, ce qui permettra de disposer d'un outil naval homogène en réduisant considérablement les écarts de taille et de confort.
Conçus sur la base des sister-ships Ferry Osaka II et Ferry Kitakyushu II, les futurs navires affichent des caractéristiques très similaires à celles de leurs aînés, aussi bien sur le plan technique que commercial. Il est toutefois prévu que ces nouvelles unités soient plus longues d'environ dix mètres et que leur capacité passagère soit légèrement inférieure à l'inverse de la capacité de roulage qui est accrue grâce aux quelques mètres linéaires supplémentaires gagnés par l'augmentation de la longueur. À l'inverse des précédents ferries de la compagnie, le garage supérieur ne comporte pas d'ouïes latérales, ce qui confère ainsi aux futurs navires une apparence beaucoup plus massive que ses aînés. Si les aménagements intérieurs étaient à l'origine conçus de manière identique à ceux de la paire précédente, quelques modifications seront effectuées à la suite de la crise sanitaire provoquée par la pandémie de Covid-19, telles que l'installations de filtres destinés à limiter la propagation du virus mais avant tout la réduction des dortoirs collectifs au profit de cabines privatives supplémentaires, augmentant de ce fait leur nombre de 57%,. Sur le plan technique, les navires seront équipés du même système de propulsion que les Ferry Osaka II et Ferry Kitakyushu II. Afin d'être en conformité avec les dernières normes environnementales, ils seront directement équipés d'épurateurs de fumées au sein de leur cheminée.
Baptisés Ferry Kyoto et Ferry Fukuoka, les deux navires sont construits au sein des chantiers Mitsubishi Heavy Industries de Shimonoseki. Deuxième car-ferry construit, le Ferry Fukuoka est lancé le 12 novembre 2021. Une fois les travaux de finition achevés, il est réceptionné par Meimon Taiyō Ferry le 25 mars 2022.

### Service
Le Ferry Fukuoka est mis en service le 28 mars 2022 entre Ōsaka et Shinmoji. Il supplante le Ferry Osaka II sur les départs de début de soirée et remplace au sein de la flotte le Ferry Fukuoka II. 

## Aménagements
Le Ferry Fukuoka possède 8 ponts. Si le navire s'étend en réalité sur 10 ponts, deux d'entre eux sont inexistants au niveau des garages afin de permettre au navire de transporter du fret. Les locaux passagers occupent les ponts 6, 7 et 8 tandis que l'équipage loge à l'avant du pont 8. Les garages se situent sur les ponts 1, 2, 3 et 5.

### Locaux communs
Les aménagements du Ferry Fukuoka se composent essentiellement d'un restaurant de 252 places situé à l'arrière du pont 6 ainsi que des promenades intérieures, une grande terrasse extérieure sur les ponts 7 et 8 et des installations dédiées au divertissement sur le pont 6 telles qu'une salle d'arcade et une salle de jeux pour enfants. Le navire est également équipé sur le pont 7 de deux bains publics traditionnels japonais avec vue sur la mer (appelés sentō), ainsi que d'une boutique.

### Cabines
À bord du Ferry Fukuoka, les cabines sont situées majoritairement sur le pont 7 mais également à l'avant du pont 6 et au milieu du pont 8. Ainsi, le navire est équipé de deux suites, l'une de style occidentale, l'autre de style japonais, de huit cabines Deluxe, de vingt cabines Superior, vingt cabines de catégorie B mélangeant style japonais et occidental, vingt de catégorie J (style japonais), et 58 cabines individuelles de catégorie S. Le navire est également équipé de deux compartiments Comfort de quatorze couchettes ainsi que treize compartiments Tourist.

## Caractéristiques
Le Ferry Fukuoka mesure 195 mètres de long pour 27,80 mètres de large, son tonnage est de 15 400 UMS (le tonnage des car-ferries japonais étant défini sur des critères différents, il est en réalité plus élevé). Il peut embarquer 675 passagers et possède un spacieux garage pouvant embarquer 162 remorques et 140 véhicules. Le garage est accessible par l'arrière au moyen d'une porte axiale mais aussi par l'avant à l'aide d'une porte rampe. Des accès menant au garage supérieur sont également présents. La propulsion du Ferry Fukuoka est assurée par deux moteurs diesel développant une puissance de 19 860 kW entrainant deux hélices à pas variables faisant filer le bâtiment à une vitesse de 23,2 nœuds. Il est aussi doté d'un propulseur d'étrave ainsi que d'un stabilisateur anti-roulis. Les dispositifs de sécurité sont essentiellement composés de radeaux de sauvetage mais aussi d'une embarcation semi-rigide de secours. En adéquation avec les nouvelles normes environnementales, sa cheminée est équipée d'un dispositif d'épuration des fumées visant à réduire ses émissions de soufre.

## Lignes desservies
Depuis sa mise en service, le Ferry Fukuoka est affecté à la liaison entre Ōsaka et Kitakyūshū. Il effectue les traversées partant en début de soirée pour une arrivée à destination le lendemain matin.